# WOW air
WOW air byla nízkonákladová islandská letecká společnost. Sídlila v Reykjavíku, její leteckou základnou bylo letiště Keflavík. Díky výhodné lokaci mohlo létat i s menšími úzkotrupými letadly jak do Evropy, tak do Severní Ameriky. V červnu 2017 tato společnost létala do 33 destinací, měla 17 letadel značky Airbus. Byla založena v roce 2011, operace zahájila o rok později. Od prosince 2018 chtěla tato společnost nabídnout letecké spojení z Reykjavíku do Dillí.
V roce 2018 byla společnost koupena společností Icelandair Group. I tak ale měla nadále fungovat samostatně.

## Zánik
WOW air zanikl kvůli nedostatku peněz, nepodařilo se jim totiž najít investora. Vedení firmy jednalo o záchraně se společností Indigo Partners nebo Icelandair Group. Oba podniky však o investici ztratily zájem. 